# Primož Gliha
Primož Gliha (ur. 8 października 1967 w Lublanie) – były słoweński piłkarz, grający na pozycji napastnika.
Gliha w latach 1993–1998 zagrał w reprezentacji Słowenii 28 meczów, strzelając w nich 10 bramek.